# أدونيس تركستاني
أدونيس تركستاني (الاسم العلمي: Adonis turkestanica) نوع نباتي ينتمي إلى جنس الأدونيس أو عين الجمل من الفصيلة الحوذانية.